# Сентервілл (округ Галлія, Огайо)
Сентервілл (англ. Centerville) — селище (англ. village) в США, в окрузі Галлія штату Огайо. Населення — 87 осіб (2020).

## Географія
Сентервілл розташований за координатами 38°53′52″ пн. ш. 82°26′45″ зх. д. / 38.89778° пн. ш. 82.44583° зх. д. (38.897874, -82.445775).  За даними Бюро перепису населення США в 2010 році селище мало площу 0,26 км², уся площа — суходіл.

## Демографія
Згідно з переписом 2010 року, у селищі мешкали 103 особи в 43 домогосподарствах у складі 31 родини. Густота населення становила 397 осіб/км².  Було 52 помешкання (200/км²).
Расовий склад населення:
| - 98,1 % — білих - 1,0 % — чорних або афроамериканців |

До двох чи більше рас належало 1,0 %. Частка іспаномовних становила 0,0 % від усіх жителів.
За віковим діапазоном населення розподілялося таким чином: 12,6 % — особи молодші 18 років, 65,1 % — особи у віці 18—64 років, 22,3 % — особи у віці 65 років та старші. Медіана віку мешканця становила 44,3 року. На 100 осіб жіночої статі у селищі припадало 110,2 чоловіків;  на 100 жінок у віці від 18 років та старших — 104,5 чоловіків також старших 18 років.
Середній дохід на одне домашнє господарство  становив 58 556 доларів США (медіана — 45 833), а середній дохід на одну сім'ю — 61 133 долари (медіана — 46 528). За межею бідності перебувало 4,3 % осіб, у тому числі 0,0 % дітей у віці до 18 років та 0,0 % осіб у віці 65 років та старших.
Цивільне працевлаштоване населення становило 32 особи. Основні галузі зайнятості: виробництво — 37,5 %, освіта, охорона здоров'я та соціальна допомога — 21,9 %, публічна адміністрація — 15,6 %, будівництво — 15,6 %.